# Route nationale 607
Die N607 war von 1933 bis 1973 eine französische Nationalstraße, die zwischen Narbonne und der N99 zwischen Alban und Saint-Sernin-sur-Rance verlief. Ihre Länge betrug 120,5 Kilometer.